# Санти-Козма-э-Дамьяно
Санти-Козма-э-Дамьяно (итал. Santi Cosma e Damiano) — коммуна в Италии, располагается в регионе Лацио, подчиняется административному центру Латина.
Население составляет 6581 человек, плотность населения составляет 212 чел./км². Занимает площадь 31 км². Почтовый индекс — 04020. Телефонный код — 0771.
Покровителями населённого пункта считаются святые Косма и Дамиан. Праздник ежегодно празднуется 26 сентября.